# Anonyma – Una mujer en Berlín
Anonyma – Una mujer en Berlín (en alemán Anonyma – Eine Frau in Berlin) es una película alemana del año 2008 dirigida y escrita por Max Färberböck y cuyo papel principal fue interpretado por Nina Hoss. El guion está basado en el libro autobiográfico de Marta Hillers Eine Frau in Berlin (Una mujer en Berlín), editado por primera vez por C. W. Ceram.

## Argumento
En 1945, el Ejército Rojo entra en Berlín. En un edificio prácticamente en ruinas varias mujeres son violadas. Una de ellas es una mujer de alrededor de treinta años cuyo nombre no es revelado. La mujer fue en otro tiempo periodista y fotógrafa. Ahora relata en un diario los acontecimientos a su compañero que fue destinado al frente oriental. En su desesperación ante las violaciones y agresiones decide mantener relaciones con un oficial ruso para que la proteja, y a cambio duerme con él. Entonces empieza a aproximarse a su protector, el cortés y melancólico Andrej. Surge así una relación con el oficial.

## Reparto
- Nina Hoss: Anonyma
- Evgeny Sidichin: Andrej Rybkin
- Irm Hermann: Viuda
- Rüdiger Vogler: Eckhart
- Ulrike Krumbiegel: Ilse Hoch
- Rolf Kanies: Friedrich Hoch
- Jördis Triebel: Bärbel Malthaus
- Roman Gribkov: Anatol
- Juliane Köhler: Elke
- Samvel Muzhikyan: Andropov
- Viktor Zhalsanov: Mongole
- Aleksandra Kulikova: Mascha
- Oleg Chernov: Primer violador
- Anne Kanis: Fugitiva
- August Diehl: Gerd
- Rosalie Thomass: Greta Malthaus
- Sandra Hüller: Steffi
- Erni Mangold: Achtzigjährige Frau
- Sebastian Urzendowsky: Joven soldado
- Hermann Beyer: Dr. Wolf
- Ralf Schermuly: Buchhändler
- Isabell Gerschke: Lisbeth
- Alexander Samoilenko: Petka
- Eva Löbau: Frau Wendt
- Dimitri Bilov: Pfannenrusse